# Doug Carpenter
Doug Carpenter (Cornwall, 1º luglio 1942) è un allenatore di hockey su ghiaccio ed ex hockeista su ghiaccio canadese.
Ha allenato nella National Hockey League (New Jersey Devils e Toronto Maple Leafs), nella Quebec Major Junior Hockey League, e nella American Hockey League. Ha avuto un passato da giocatore, ma non ha mai giocato in NHL.

## Palmarès

### Club
- Memorial Cup: 1

Cornwall: 1980
- Quebec Major Junior Hockey League: 1

Cornwall: 1979-1980

### Individuale
- Louis A. R. Pieri Memorial Award: 1

1991-1992